# ناحیه اینترور، میشیگان
ناحیه اینترور (به انگلیسی: Interior Township) یک منطقهٔ مسکونی در ایالات متحده آمریکا است که در شهرستان انتوناگون، میشیگان واقع شده‌است.
 ناحیه اینترور  ۳۳۶ نفر جمعیت دارد و ۴۱۴ متر بالاتر از سطح دریا واقع شده‌است.